# Cratere Luck
Luck  è un cratere sulla superficie di Marte.